# Scopula derasata
Scopula derasata là một loài bướm đêm trong họ Geometridae.